# Mutlangen
Mutlangen è un comune tedesco di 6 886 abitanti situato nel land del Baden-Württemberg.